# Arabella Elizabeth Roupell
Arabella Elizabeth Roupell (née Pigott), née le 23 mars 1817 à Newport dans le comté du Shropshire, et morte le 31 juillet 1914 à Swallowfield dans le comté Berkshire, est une illustratrice botanique, peintre et botaniste anglaise, connue pour un ensemble anonyme de peintures de fleurs, publié en 1849 sous le titre de "Specimens of the flora of South Africa by a Lady" ("Spécimens de la flore d'Afrique du Sud par une Dame").

## Biographie
Arabella Elizabeth est la fille du révérend John Dryden Piggott, recteur et écuyer de Edgmond, et elle a épousé le 16 septembre 1840 Thomas Boone Roupell, un officiel de l'East India Company. En 1843, peu de temps après la naissance de son fils aîné, son mari est affecté au Cap et elle a choisi de l'accompagner.
Pendant son séjour de deux ans en Afrique du Sud, Roupell peint des fleurs locales. Nathaniel Wallich, alors responsable du Jardin Botanique de Calcutta, et hôte du même hôtel que les Roupells, a été frappée par la qualité de son travail. Wallich accompagna Roupell lors de ses voyages à la campagne capésienne et présenta sa famille à ses amis Thomas Maclear, l'astronome royal du Cap et son épouse Mary, ce qui conduisit à une amitié durable entre les deux femmes. Parmi les autres amis de Roupell, on comptait le baron von Ludwig, planificateur et aménageur du jardin botanique du Cap, et le collectionneur de plantes Kew, James Bowie.
Les Roupells retournèrent à Madras en 1845 où Arabella Roupell poursuivit sa peinture botanique. Lorsque Wallich se retira de Calcutta en 1846, il la persuada de l'autoriser à emmener à Londres quelques-unes de ses toiles pour les montrer à Sir William Jackson Hooker. Hooker était enchantée de son travail et avec le beau-frère botaniste d'Arabella, George Roupell, a choisi dix des plaques pour la publication. Après avoir reçu la bénédiction de Hooker et Wallich, les plaques ont été remises à l'éminent lithographe victorien Paul Gauci (en), qui a préparé les illustrations pour l'imprimeur W. Nicol de la Shakespeare Press on Pall Mall Mall. Le texte descriptif accompagnant les planches a été fourni par William Henry Harvey, botaniste irlandais. Cent abonnés étaient inscrits, dont une grande partie provenait du Peerage, sans compter Victoria, Prince Albert et les administrateurs de la East India Company. Le livre a été bien accueilli non seulement en Angleterre, mais aussi sur le continent, où l'auteur a été élu membre de la Regensburg Society of Arts. Le travail est dédié à Wallich en reconnaissance de ses "encouragements flatteurs et de ses conseils scientifiques" avec "chaque sentiment de reconnaissance et d'estime affectueuse". On pense que seulement 110 exemplaires du folio de l'atlas ont été imprimés, ce qui rend l'ouvrage rare, coûteux et hautement désirable pour les collectionneurs,.
La Compagnie des Indes orientales a été dissoute en 1858, après quoi les Roupells ont pris leur retraite à Loddar Court près de Reading dans le Berkshire. À ce moment-là, la famille était financièrement solide, Thomas ayant été promu juge de séance alors qu'il était en Inde, et affecté d'abord à Coimbatore, puis à Cuddalore. Roupell se lance dans le jardinage paysager et passe une partie de l'année au château de Sundorne, héritage de son père dans le Shropshire.
La centaine d'assiettes qui n'avaient pas été publiées se trouvaient dans les années 1930 par l'intermédiaire d'Elizabeth Chute Roupell, veuve de Norton Aylmer Roupell et belle-fille de l'artiste. Ils étaient passés en possession de George Roupell, petit-fils de l'artiste et neveu d'Elizabeth Chute Roupell. George n' a pas répondu aux lettres répétées de sa tante et de Pretoria, et l'affaire n' a apparemment pas abouti. Dans une évolution surprenante, un paquet est arrivé à Irene d'Angleterre pour le Général Jan Smuts pendant sa dernière maladie. La parcelle est restée intacte jusqu'à la mort de Smuts en 1950, date à laquelle elle a été transmise à Illtyd Pole-Evans, qui en 1930 avait accompagné John Hutchinson et Jan Smuts lors d'une expédition botanique de deux mois à Nyasaland et au lac Tanganyika, en Rhodésie du Sud et du Nord. Pole Evans les transmet à Mary Gunn, bibliothécaire à l'Institut de recherche botanique, qui les reconnaît immédiatement comme la collection tant recherchée. Après avoir été exposés à une exposition à la bibliothèque publique de Johannesbourg en novembre 1951, les Smuts ont présenté leurs peintures à l'Université du Cap, qui les a transmises à la bibliothèque de l'herbier Bolus. Onze des planches de cette collection ont été publiées sous le titre More Cape Flowers by a Lady en 1964, tandis que les mêmes planches, avec l'ajout de deux autres éléments biographiques, sont apparues sous le titre Arabella Roupell en 1975. Un tableau d'un Cape Erica, qui avait été donné à Lady d'Urban, épouse de Sir Benjamin d'Urban, est maintenant conservé au Musée africain de Johannesbourg.
Roupell est commémoré par Protea roupelliae, du nom du botaniste suisse Carl Meissner. Le taxon éphémère Roupellia grata, plante grimpante florifère originaire de Sierra Leone et nommée en l'honneur de plusieurs membres de la famille Roupell, a été classée Strophanthus gratus par le botaniste français Henri Ernest Baillon.
L'abréviation d'auteur standard Roupell est utilisée pour indiquer cette personne comme auteur lors de la citation d'un nom botanique.

## Galerie

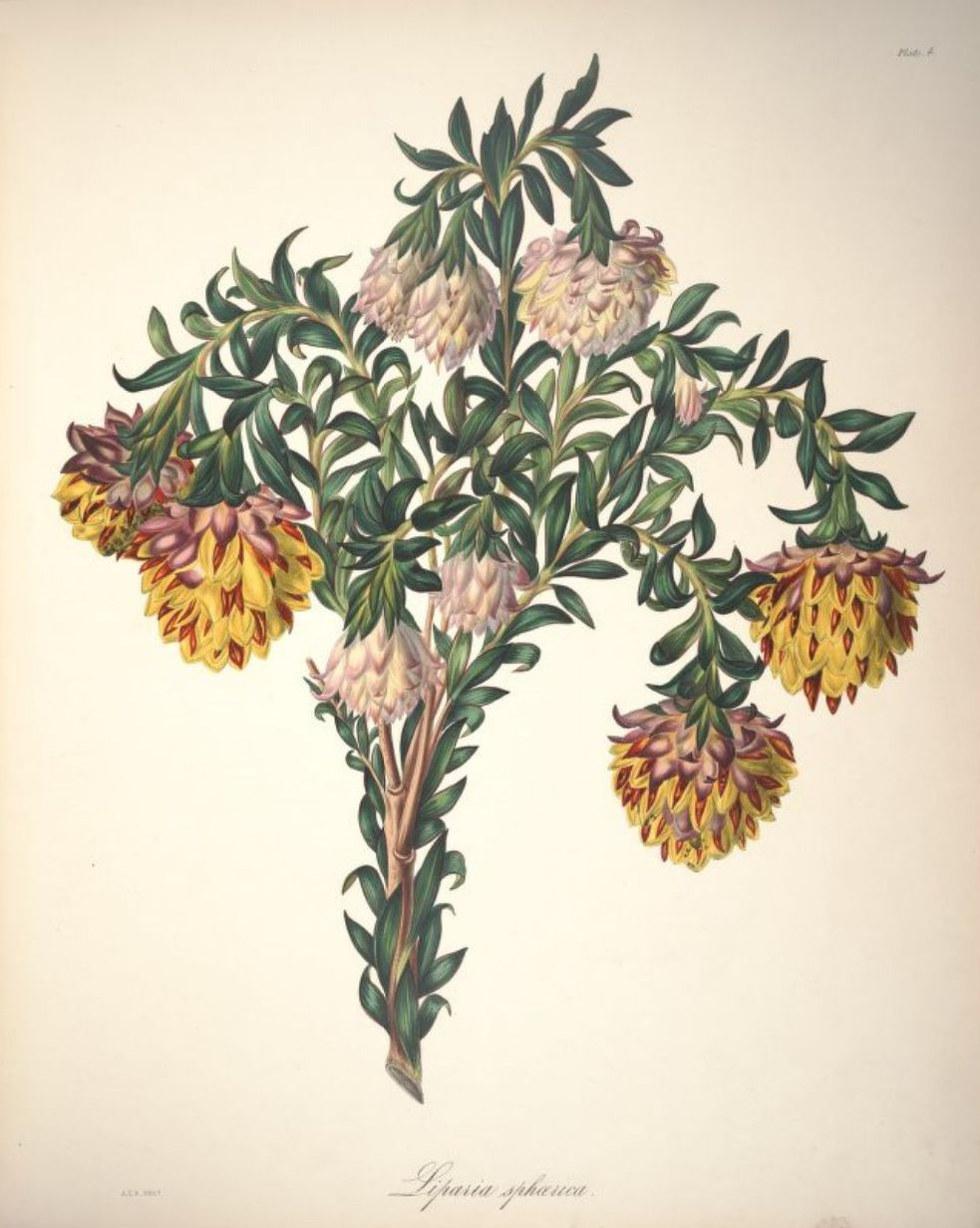
Liparia splendens
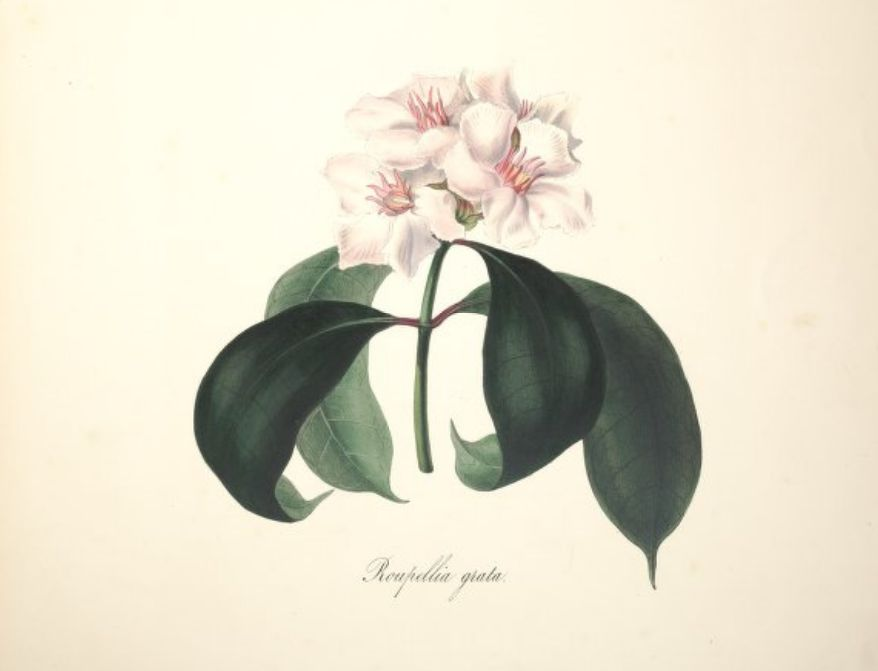
Strophanthus gratus d'abord publié comme Roupellia grata